# Saint-Blimont
Saint-Blimont – miejscowość i gmina we Francji, w regionie Hauts-de-France, w departamencie Somma.
Według danych na rok 2011 gminę zamieszkiwały 942 osoby, a gęstość zaludnienia wynosiła 142 osoby/km² (wśród 2293 gmin Pikardii Saint-Blimont plasuje się na 274. miejscu pod względem liczby ludności, natomiast pod względem powierzchni na miejscu 722.).